# Gräberfeld Cloughskelt
Das bronzezeitliche Gräberfeld von Cloughskelt (auch Cloghskelt, Closkelt, irisch Cloch Scoilte genannt) liegt südöstlich von Banbridge, im County Down in Nordirland. Es gehört zu den größten Gräberfeldern seiner Art in Irland und zeichnet sich unter den zeitnahen Flachgräberfeldern durch die größte Variationsbreite aus.
Die zwei Dutzend Einzelgräber sind einfache Gruben oder durch aufgerichtete oder liegende Steine markiert. Daneben kommen Bestattungen in Urnen sowie eine Steinkiste vor. Auch ein großer Bereich, dessen Funde auf einen Scheiterhaufen weisen, wurde freigelegt. An Keramik fanden die Ausgräber im Jahre 1973 nahezu 50 Gefäße bzw. Gefäßreste, darunter vor allem Kümpfe und Vasen.